# Les Farges
Les Farges (okzitanisch: Las Farjas) ist ein Ort und eine südwestfranzösische Gemeinde (commune) mit 308 Einwohnern (Stand 1. Januar 2022) in der alten Kulturlandschaft des Périgord im Département Dordogne in der Region Nouvelle-Aquitaine.

## Lage
Der Ort Les Farges liegt im Périgord Noir auf einer Anhöhe im Nordwesten des Tals der Vézère in einer Höhe von ca. 240 m ü. d. M. etwa 32 Kilometer (Fahrtstrecke) nördlich von Sarlat-la-Canéda; der Kantonshauptort Montignac-Lascaux befindet sich nur etwa sieben Kilometer südlich.

## Bevölkerungsentwicklung
| Jahr      | 1968 | 1975 | 1982 | 1990 | 1999 | 2006 | 2012 |
| Einwohner | 151  | 159  | 180  | 228  | 262  | 314  | 319  |

Im 19. Jahrhundert lag die Einwohnerzahl der Gemeinde stets zwischen etwa 200 und 350. Die Reblauskrise im Weinbau und der Verlust von Arbeitsplätzen infolge der Mechanisierung der Landwirtschaft führten zu einem kontinuierlichen Rückgang der Bevölkerung bis auf die Tiefststände in den 1930er Jahren.

## Wirtschaft
Die über Jahrhunderte zum Zweck der Selbstversorgung betriebene Landwirtschaft ist auch heute noch von großer ökonomischer Bedeutung für die Gemeinde. Der ehemals auch hier betriebene Weinbau ist jedoch nach der Reblauskrise gänzlich aufgegeben worden; Tabak und Mais sind ebenfalls auf dem Rückzug – stattdessen dominieren Wälder, Felder und Weiden, aber auch Walnuss-, Esskastanien- und Obstbäume die Region. Auch Gänseleberpastete und Trüffel zählen zu den regionalen Spezialitäten. Einige leerstehende Häuser werden als Ferienwohnungen (gîtes) vermietet.

## Geschichte
Der Ortsname Les Farges wird erst im 18. Jahrhundert erwähnt. Der zur Gemeinde gehörende, aber bereits seit langem aufgegebene Weiler Cheylard hat hingegen – wie die Kirchenruine beweist – eine mindestens bis ins 11. Jahrhundert zurückreichende Geschichte.

## Sehenswürdigkeiten
- Einige Gassen im Ortszentrum (bourg) sind gesäumt von Häusern aus Bruchstein.
- Die kleine Kapelle stammt aus dem 18. Jahrhundert.
- Die Ruine der Kirche im aufgegebenen Weiler Cheylard ist einen Spaziergang wert.

## Persönlichkeiten
- Benoît Carcenat (* 1978), Koch